# Ludwig (cráter)

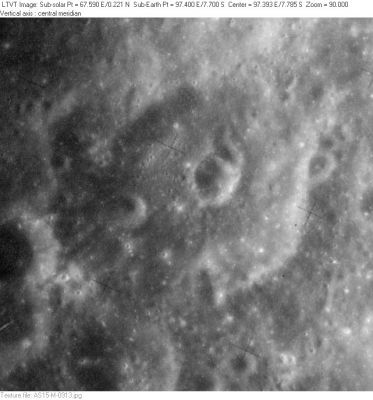
Fotografía de la misión Apolo 15

Ludwig es un pequeño cráter de impacto que se encuentra justo más allá de la extremidad oriental de la Luna, perteneciente a la cara que no se puede ver desde la Tierra. Se encuentra justo al este del cráter mucho más grande Hirayama, y al norte de Ganskiy.
|  |

El borde de este cráter está desgastado, y es algo más bajo en la mitad norte. Las paredes interiores presentan pendientes desiguales que conducen hacia el suelo interior sin escalones. Tres pequeños cráteres marcan el suelo interior, con una pareja de cráteres solapados situados al norte del punto medio y otro en la pared interior del suroeste. El suelo es por lo demás relativamente nivelado y sin otros rasgos distintivos.